# MuleSoft
MuleSoft — це компанія, що займається програмним забезпеченням, штаб-квартира знаходиться в Сан-Франциско. Продукти компанії забезпечують програмне забезпечення для інтеграції додатків, даних і пристроїв. Заснована 2006 року. Будь-які розробки компанії розробляються таким чином, щоб легко зв'язувати програмне забезпечення як послугу (SaaS) і локальне ПЗ.
Компанія спочатку розробляла підпрограмне забезпечення і софт для обміну повідомленнями, згодом взялась за софт для інтеграційної платформи як сервісу (iPaaS) для компаній. MuleSoft має каталог APIhub, що діє як соціальна мережа для розробників, де вони діляться новинами та інформацією, в проекті описано понад 13 тис. API. Для споживачів та розробників діє каталог API разом із вбудованим інтерактивним середовищем розробки для виконання простих запитів. Для розробників API пропонується платформа для релізів і різні інструменти для автоматичного створення документації з API. MuleSoft розвиває Mule ESB, інтеграційну платформу для підключення корпоративних додатків локально і в хмарі.

## Історія
Росс Мейсон і Дейв Розенберг заснували MuleSource 2006 року. Компанія змінила назву на MuleSoft 2009-го. У квітні 2013 року стартап оголосив про отримання 37 млн $ фінансування під управлінням Associates і з участю стратегічного інвестора Salesforce.com та вже існуючих інвесторів Hummer Winblad, Morgenthaler Ventures, Lightspeed Venture Partners, SAP Vantures і Bay Partners. Раунд приніс MuleSoft загальне фінансування 81 млн $.
У квітні 2013 року MuleSoft придбав сайт ProgrammableWeb, який використовується розробниками, щоб допомогти побудувати веб, мобільні і інші типи додатків за допомогою API.
2016 року MuleSoft зайняв № 20 в списку Cloud-100 журналу Forbes.
У лютому 2017 року компанія подала заявку на IPO і почала торги 17 березня 2017.